# 角鱗魨
角鱗魨（学名：Melichthys vidua），又名黑邊角鱗魨、粉紅尾砲彈、角板機魨、玻璃砲彈，为輻鰭魚綱魨形目鱗魨亞目鱗魨科角鱗魨屬下的一个种，為亞熱帶海水魚，棲息深度0-60公尺，分布於全球三大洋亞熱帶海域，棲息在水質清澈的岩礁區，以藻類及浮游生物為食，成群活動，可做為食用魚及觀賞魚。

## 特徵
本魚略延長，呈長橢圓形，口端位，體色深棕色或黑色，第二背鰭及臀鰭為粉紅色或白色，具細的黑緣，第一背鰭硬棘粗大，背鰭硬棘3枚、背鰭軟條31-35枚、臀鰭軟條28-31枚，尾鰭截形，除基部白色外，其餘黃色或粉紅色，胸鰭黃色。齒白色，全身披骨質鱗片，體長可達40公分。

## 生態
主要棲息於礁區外緣較深的水域中，屬於雜食性，以動物性浮游生物、海藻、甲殼類、章魚、海綿、小魚為食。

## 經濟利用
本魚體色對比強，可作為觀賞性魚類。在菲律賓，當地漁夫以燒烤食用之。